# La Proposition (court métrage)
Pour les articles homonymes, voir La Proposition.
Série Le Modèle
Le Nu à la terrasse
(2008)
Pour plus de détails, voir Fiche technique et Distribution.
La Proposition est un court métrage français, écrit et réalisé par Anne-Sophie Rouvillois et Éric Rohmer, sorti en 2009. C'est la toute dernière œuvre du cinéaste.
C'est la dernier film du cycle Le Modèle de six courts métrages produits par la Compagnie Éric Rohmer ; les cinq autres films sont Un dentiste exemplaire (1998), Une histoire qui se dessine (1999), La Cambrure (1999), Le Canapé rouge (2005) et Le Nu à la terrasse (2008).

## Synopsis
Les deux amies Camille et Alice sortent d'un atelier et dans le couloir de l'immeuble où elles se trouvent, elles croisent une femme de dos, presque nue avec le maillot baissé qui se savonne le corps. Une fois dans la rue puis dans l'appartement d'Alice, les deux amies discutent de leur rapport à la pudeur. Pour Alice, la nudité en public est choquante et déplacée, même entre femmes, alors que pour Camille peu importe la nudité tant qu'on est attirant et non répugnant. Pour Camille, la femme dans le couloir était obscène non pas tant par sa quasi-nudité que par son activité qui ne la mettait pas en valeur.
Pour illustrer son propos, Camille annonce à Alice qu'elle aimerait être modèle nue pour un peintre qui saurait sublimer son corps. Elle a même réussi à échanger au cours d'une soirée chez son amie Anna avec un peintre sexagénaire et sa femme. Puisque Camille fait partie des chœurs de l'opéra, ils ont parlé musique et Camille est parvenue à arranger un rendez-vous avec le peintre dans son atelier. Même s'il ne lui a rien dit de tel, Camille nourrit le secret espoir qu'il lui propose de devenir son modéle.
Après avoir une première fois reporté le rendez-vous, le peintre accueille finalement Camille chez lui. Mais après être entrée et l'avoir salué, Camille se retrouve de nouveau seule à l'attendre pendant qu'il termine de régler une affaire avec un fournisseur dans une autre pièce. Elle visite alors l'atelier des yeux et finit par s'arrêter devant un grand miroir en pied. Elle décide alors de se déshabiller pour s'observer nue dans le miroir de l'atelier. Le peintre finit par revenir et s'excuse de la trouver si peu vêtue. Il lui annonce qu'une de ses amies a écrit un poème musical qu'elle voudrait faire jouer. Puisque Camille est soprano, elle conviendrait parfaitement pour réciter le poème. Le peintre finit de doucher les espoirs de Camille en lui annonçant qu'il est passé à la peinture abstraite et qu'il ne fait plus de nu.

## Fiche technique
- Titre original : La Proposition[2]
- Réalisation : Anne-Sophie Rouvillois et Éric Rohmer (non crédité)
- Scénario : Anne-Sophie Rouvillois et Éric Rohmer
- Photographie : Diane Baratier
- Son : Pascal Ribier
- Montage : Mary Stephen
- Musique : Marcela Coloma
- Production : Françoise Etchegaray
- Société de production : Compagnie Éric Rohmer
- Pays d'origine :  France
- Langue originale : français
- Format : couleur
- Durée : 15 minutes

## Distribution
- Elodie Meurlargé : Camille
- Adèle Jayle : Alice
- Yves Alcaïs : le peintre

## Production
En 1999, une jeune réalisatrice nommée Sybille Chevrier envoie à Rohmer un script intitulé Alice malgré elle. Chevrier y raconte l'histoire d'une jeune conductrice tombée en panne de voiture qui sonne chez des gens pour demander de l'aide. La maison en question est celle d'un peintre et de fil en aiguille elle deviendra son modèle car il l'a prise pour une autre. Ce script reste dans un placard jusqu'au cours des années 2000 quand Anne-Sophie Rouvillois en écrit une nouvelle version qu'elle titre Nature morte où elle imagine une jeune fille dérangée par la proximité d'autres femmes nues dans le vestiaire de la piscine publique. Rohmer reprend ensuite le script pour le retravailler. Il est notamment à l'origine de l'idée que c'est le modèle lui-même qui insiste pour le devenir en faisant de l'artiste peintre quelqu'un de passif dans le déroulement de l'intrigue. Anne-Sophie Rouvillois accepte ses retouches mais insiste pour qu'il soit crédité au générique, ce que Rohmer refuse.

« Je suis d'accord pour signer. Comme il y a toutefois beaucoup d'éléments nouveaux et que je n'y suis pour rien, j'aimerais bien que l'on signe à deux. Et comme vous ne voulez pas signer, ou sous un pseudonyme, il me semble que le plus juste serait de signer : Tartempion et Anne-Sophie Rouvillois ou Anne-Sophie Rouvillois et Tartempion. »

— Anne-Sophie Rouvillois
Finalement, Rouvillois ne sera même pas présente sur le tournage et ne verra le film qu'après la mort de Rohmer. Bien qu'elle n'en veuille pas à Rohmer car elle considère qu'il s'agit bien de son projet à lui, elle ne se reconnaît pas dans cette histoire qui a une chute bien différente de celle qu'elle avait imaginée.